# Flickan som lekte med elden (film)
För serien Millennium där denna film ingår; se Millennium (svensk miniserie)
Flickan som lekte med elden är en svensk thriller från 2009 av Daniel Alfredson med Michael Nyqvist, Noomi Rapace och Georgi Staykov med flera.
Filmen baserar sig på Stieg Larssons roman med samma namn och är en fristående fortsättning på Män som hatar kvinnor (2008). Filmen hade biopremiär den 18 september 2009 och släpptes på DVD den 2 december 2009.

## Handling
Lisbeth Salander återkommer till Sverige efter en längre tids vistelse utomlands. Samtidigt har Mikael Blomkvist på Millennium fått korn på hett nyhetsstoff. Journalisten Dag Svensson och hans sambo Mia Bergman kan visa avslöjande fakta om en omfattande sexhandel mellan Östeuropa och Sverige där många av de personer som utpekas i traffickinghärvan har högt uppsatta positioner i samhället. Men så mördas Dag och Mia och när även advokat Nils Bjurman mördas så pekar misstankarna direkt på Lisbeth Salander. Salander bestämmer sig för att göra upp med det förgångna en gång för alla. Hon ska straffa dem som förtjänar att straffas varav den ena råkar vara hennes egen far: Alexander Zalachenko. När Mikael Blomkvist får reda på att Salander är misstänkt för trippelmord beslutar han sig för att försöka ta reda på sanningen om vem som egentligen är skyldig.

## Rollista
- Michael Nyqvist – Mikael Blomkvist
- Noomi Rapace - Lisbeth Salander
- Tehilla Blad - Lisbeth Salander, ung
- Lena Endre - Erika Berger
- Georgi Staykov - Alexander Zalachenko
- Mikael Spreitz - Ronald Niedermann
- Jacob Ericksson - Christer Malm
- Sofia Ledarp - Malin Eriksson
- Peter Andersson - Nils Bjurman
- Paolo Roberto - som sig själv
- Johan Kylén - Jan Bublanski
- Yasmine Garbi - Miriam Wu
- Per Oscarsson - Holger Palmgren
- Annika Hallin - Annika Giannini
- Ralph Carlsson - Gunnar Björk
- Tanja Lorentzon - Kriminalpolis Sonja Modig
- Niklas Hjulström - Åklagare Rikard Ekström
- Magnus Krepper- Kriminalpolis Hans Faste
- Daniel Gustavsson - Kriminalpolis Niklas Eriksson
- Donald Högberg - Kriminaltekniker Jerker Holmberg
- Michalis Koutsogiannakis - Dragan Armanskij
- Hans-Christian Thulin - Dag Svensson
- Jennie Silfverhjelm - Mia Bergman
- Anders Ahlbom - Peter Teleborian
- Ola Wahlström - Per- Åke Sandström
- Pelle Bolander - Sonny Nieminen
- Thomas Lindblad - Magge Lundin
- Reuben Sallmander - Enrico, Annikas Man
- David Druid - Tony Scala
- Sunil Munshi - Dr. Sivarnandan

## Utmärkelser
Boken belönades 2006 med Svenska deckarakademins pris för årets bästa svenska kriminalroman.